# العلاقات البوروندية اللاوسية
العلاقات البوروندية اللاوسية هي العلاقات الثنائية التي تجمع بين بوروندي ولاوس.

## مقارنة بين البلدين
هذه مقارنة عامة ومرجعية للدولتين:
| وجه المقارنة                                              | بوروندي                                    | لاوس        |
| --------------------------------------------------------- | ------------------------------------------ | ----------- |
| المساحة (كم2)                                             | 27.83 ألف                                  | 236.80 ألف  |
| عدد السكان (نسمة)                                         | 10.86 مليون                                | 6.86 مليون  |
| الكثافة السكانية (ن./كم²)                                 | 390.23                                     | 28.97       |
| العاصمة                                                   | بوجومبورا، جيتيغا                          | فيينتيان    |
| اللغة الرسمية                                             | اللغة الكيروندية، لغة فرنسية، لغة إنجليزية | اللغة اللاو |
| العملة                                                    | فرنك بوروندي                               | كيب لاوي    |
| الناتج المحلي الإجمالي (بليون دولار)                      | 3.48 مليار                                 | 16.85 مليار |
| الناتج المحلي الإجمالي (تعادل القوة الشرائية) بليون دولار | 8.13 مليار                                 | 38.71 مليار |
| الناتج المحلي الإجمالي الاسمي للفرد دولار أمريكي          | 277                                        | 1.82 ألف    |
| الناتج المحلي الإجمالي للفرد دولار أمريكي                 | 77                                         |             |
| مؤشر التنمية البشرية                                      | 0.400                                      | 0.575       |
| رمز المكالمات الدولي                                      | +257                                       | +856        |
| رمز الإنترنت                                              | .bi                                        | .la         |
| المنطقة الزمنية                                           | ت ع م+02:00                                | ت ع م+07:00 |

## منظمات دولية مشتركة
يشترك البلدان في عضوية مجموعة من المنظمات الدولية، منها:
| علم المنظمة | اسم المنظمة                        | تاريخ انضمام بوروندي | تاريخ انضمام لاوس |
| ----------- | ---------------------------------- | -------------------- | ----------------- |
|             | مؤسسة التنمية الدولية              | 28 سبتمبر 1963       | 28 أكتوبر 1963    |
|             | يونسكو                             | 16 نوفمبر 1962       | 9 يوليو 1951      |
|             | وكالة ضمان الاستثمار متعدد الأطراف | 10 مارس 1998         | 5 أبريل 2000      |
|             | الأمم المتحدة                      | 18 سبتمبر 1962       | 14 ديسمبر 1955    |
|             | البنك الدولي للإنشاء والتعمير      | 28 سبتمبر 1963       | 5 يوليو 1961      |
|             | منظمة حظر الأسلحة الكيميائية       | ?                    | ?                 |
|             | مؤسسة التمويل الدولية              | 28 نوفمبر 1979       | 29 يناير 1992     |
|             | منظمة الشرطة الجنائية الدولية      | ?                    | ?                 |

## وصلات خارجية
- موقع وزارة الخارجية اللاوسية